# Finale de la Ligue des champions de l'UEFA 2024-2025
La finale de la Ligue des champions de l'UEFA 2024-2025 est le dernier match de la Ligue des champions 2024-2025, la 70e édition du principal tournoi européen de football interclubs organisé par l'UEFA et la 34e édition depuis qu'elle a été renommée de Coupe d'Europe des clubs champions à Ligue des champions de l'UEFA. Elle se joue au Fußball Arena München de Munich, en Allemagne, le 31 mai 2025. C'est la deuxième finale de Ligue des champions organisée dans ce stade après celle de 2012. La finale est remportée 5-0 par le Paris Saint-Germain, qui gagne ainsi la première Ligue des champions de l'UEFA de son histoire et la deuxième de l'histoire du football français.
Cette finale est la première sous le nouveau format de la Ligue des champions, instaurant une nouvelle phase de ligue utilisant le système suisse.
Le vainqueur se qualifie automatiquement pour la phase de championnat de la Ligue des champions 2025-2026. Il se qualifie également pour la Supercoupe de l'UEFA 2025 face au vainqueur de la Ligue Europa 2024-2025, Tottenham Hotspur, ainsi que pour la Coupe intercontinentale de la FIFA 2025 et la Coupe du monde des clubs de la FIFA 2029.

## Avant-match

### Identité
L'identité visuelle de la finale de la Ligue des champions 2025 est dévoilée par l'UEFA le 28 janvier 2025.

## Équipes
| Équipes             | Précédentes apparitions en finale (en gras celles remportées) |
| ------------------- | ------------------------------------------------------------- |
| Paris Saint-Germain | 1 (2020)                                                      |
| Inter Milan         | 6 (1964, 1965, 1967, 1972, 2010, 2023)                        |

## Parcours respectifs
Note : dans les résultats ci-dessous, le score du finaliste est toujours donné en premier (D : domicile ; E : extérieur). V : Victoire, N : Nul, D : Défaite.
| Paris Saint-Germain | Paris Saint-Germain      | Paris Saint-Germain | Paris Saint-Germain             | Tour                        | Inter Milan              | Inter Milan | Inter Milan | Inter Milan    |      |
| --- | ------------------------ | ------------------- | ------------------------------- | --------------------------- | ------------------------ | ----------- | ----------- | -------------- | ---- |
| Adversaire | Résultat                 | Résultat            | Résultat                        | Phase ligue                 | Adversaire               | Résultat    | Résultat    | Résultat       |      |
| Girona FC | V 1 - 0 (D)              | V 1 - 0 (D)         | V 1 - 0 (D)                     | Match 1                     | Manchester City          | N 0 - 0 (E) | N 0 - 0 (E) | N 0 - 0 (E)    |      |
| Arsenal FC | D 0 - 2 (E)              | D 0 - 2 (E)         | D 0 - 2 (E)                     | Match 2                     | Étoile rouge de Belgrade | V 4 - 0 (D) | V 4 - 0 (D) | V 4 - 0 (D)    |      |
| PSV Eindhoven | N 1 - 1 (D)              | N 1 - 1 (D)         | N 1 - 1 (D)                     | Match 3                     | BSC Young Boys           | V 1 - 0 (E) | V 1 - 0 (E) | V 1 - 0 (E)    |      |
| Atlético de Madrid | D 1 - 2 (D)              | D 1 - 2 (D)         | D 1 - 2 (D)                     | Match 4                     | Arsenal FC               | V 1 - 0 (D) | V 1 - 0 (D) | V 1 - 0 (D)    |      |
| Bayern Munich | D 0 - 1 (E)              | D 0 - 1 (E)         | D 0 - 1 (E)                     | Match 5                     | RB Leipzig               | V 1 - 0 (D) | V 1 - 0 (D) | V 1 - 0 (D)    |      |
| RB Salzbourg | V 3 - 0 (E)              | V 3 - 0 (E)         | V 3 - 0 (E)                     | Match 6                     | Bayer Leverkusen         | D 0 - 1 (E) | D 0 - 1 (E) | D 0 - 1 (E)    |      |
| Manchester City | V 4 - 2 (D)              | V 4 - 2 (D)         | V 4 - 2 (D)                     | Match 7                     | Sparta Prague            | V 1 - 0 (E) | V 1 - 0 (E) | V 1 - 0 (E)    |      |
| VfB Stuttgart | V 4 - 1 (E)              | V 4 - 1 (E)         | V 4 - 1 (E)                     | Match 8                     | AS Monaco                | V 3 - 0 (D) | V 3 - 0 (D) | V 3 - 0 (D)    |      |
| \| Rang \| Équipe \| Pts \| J \| G \| N \| P \| Bp \| Bc \| Diff \| \| ---- \| ------------------------ \| --- \| - \| - \| - \| - \| -- \| -- \| ---- \| \| 1 \| Liverpool FC \| 21 \| 8 \| 7 \| 0 \| 1 \| 17 \| 5 \| +12 \| \| 2 \| FC Barcelone \| 19 \| 8 \| 6 \| 1 \| 1 \| 28 \| 13 \| +15 \| \| 3 \| Arsenal FC \| 19 \| 8 \| 6 \| 1 \| 1 \| 16 \| 3 \| +13 \| \| 4 \| Inter Milan \| 19 \| 8 \| 6 \| 1 \| 1 \| 11 \| 1 \| +10 \| \| 5 \| Atlético de Madrid \| 18 \| 8 \| 6 \| 0 \| 2 \| 20 \| 12 \| +8 \| \| 6 \| Bayer Leverkusen \| 16 \| 8 \| 5 \| 1 \| 2 \| 15 \| 7 \| +8 \| \| 7 \| LOSC Lille \| 16 \| 8 \| 5 \| 1 \| 2 \| 17 \| 10 \| +7 \| \| 8 \| Aston Villa \| 16 \| 8 \| 5 \| 1 \| 2 \| 13 \| 6 \| +7 \| \| 9 \| Atalanta Bergame C3 \| 15 \| 8 \| 4 \| 3 \| 1 \| 20 \| 6 \| +14 \| \| 10 \| Borussia Dortmund \| 15 \| 8 \| 5 \| 0 \| 3 \| 22 \| 12 \| +10 \| \| 11 \| Real Madrid T S \| 15 \| 8 \| 5 \| 0 \| 3 \| 20 \| 12 \| +8 \| \| 12 \| Bayern Munich \| 15 \| 8 \| 5 \| 0 \| 3 \| 20 \| 12 \| +8 \| \| 13 \| AC Milan \| 15 \| 8 \| 5 \| 0 \| 3 \| 14 \| 11 \| +3 \| \| 14 \| PSV Eindhoven \| 14 \| 8 \| 4 \| 2 \| 2 \| 16 \| 12 \| +4 \| \| 15 \| Paris Saint-Germain \| 13 \| 8 \| 4 \| 1 \| 3 \| 14 \| 9 \| +5 \| \| 16 \| Benfica Lisbonne \| 13 \| 8 \| 4 \| 1 \| 3 \| 16 \| 12 \| +4 \| \| 17 \| AS Monaco \| 13 \| 8 \| 4 \| 1 \| 3 \| 13 \| 13 \| 0 \| \| 18 \| Stade brestois 29 \| 13 \| 8 \| 4 \| 1 \| 3 \| 10 \| 11 \| -1 \| \| 19 \| Feyenoord Rotterdam \| 13 \| 8 \| 4 \| 1 \| 3 \| 18 \| 21 \| -3 \| \| 20 \| Juventus FC \| 12 \| 8 \| 3 \| 3 \| 2 \| 9 \| 7 \| +2 \| \| 21 \| Celtic FC \| 12 \| 8 \| 3 \| 3 \| 2 \| 13 \| 14 \| -1 \| \| 22 \| Manchester City \| 11 \| 8 \| 3 \| 2 \| 3 \| 18 \| 14 \| +4 \| \| 23 \| Sporting CP \| 11 \| 8 \| 3 \| 2 \| 3 \| 13 \| 12 \| +1 \| \| 24 \| Club Bruges \| 11 \| 8 \| 3 \| 2 \| 3 \| 7 \| 11 \| -4 \| \| 25 \| Dinamo Zagreb \| 11 \| 8 \| 3 \| 2 \| 3 \| 12 \| 19 \| -7 \| \| 26 \| VfB Stuttgart \| 10 \| 8 \| 3 \| 1 \| 4 \| 13 \| 17 \| -4 \| \| 27 \| Chakhtar Donetsk \| 7 \| 8 \| 2 \| 1 \| 5 \| 8 \| 16 \| -8 \| \| 28 \| Bologne FC \| 6 \| 8 \| 1 \| 3 \| 4 \| 4 \| 9 \| -5 \| \| 29 \| Étoile rouge de Belgrade \| 6 \| 8 \| 2 \| 0 \| 6 \| 13 \| 22 \| -9 \| \| 30 \| Sturm Graz \| 6 \| 8 \| 2 \| 0 \| 6 \| 5 \| 14 \| -9 \| \| 31 \| Sparta Prague \| 4 \| 8 \| 1 \| 1 \| 6 \| 7 \| 21 \| -14 \| \| 32 \| RB Leipzig \| 3 \| 8 \| 1 \| 0 \| 7 \| 8 \| 15 \| -7 \| \| 33 \| Girona FC \| 3 \| 8 \| 1 \| 0 \| 7 \| 5 \| 13 \| -8 \| \| 34 \| RB Salzbourg \| 3 \| 8 \| 1 \| 0 \| 7 \| 5 \| 27 \| -22 \| \| 35 \| Slovan Bratislava \| 0 \| 8 \| 0 \| 0 \| 8 \| 7 \| 27 \| -20 \| \| 36 \| BSC Young Boys \| 0 \| 8 \| 0 \| 0 \| 8 \| 3 \| 24 \| -21 \| |                          |                     |                                 |                             |                          |             |             |                |      |
| Adversaire | Total                    | Aller               | Retour                          | Phase à élimination directe | Adversaire               | Total       | Aller       | Retour         |      |
| Stade brestois 29 | 10 - 0                   | V 3 - 0 (E)         | V 7 - 0 (D)                     | Barrages                    | -                        | -           | -           | -              |      |
| Liverpool FC | 1 - 1                    | D 0 - 1 (D)         | V 1 - 0 ap (E) (4 - 1 t. a. b.) | Huitièmes de finale         | Feyenoord Rotterdam      | 4 - 1       | V 2 - 0 (E) | V 2 - 1 (D)    |      |
| Aston Villa | 5 - 4                    | V 3 - 1 (D)         | D 2 - 3 (E)                     | Quarts de finale            | Bayern Munich            | 4 - 3       | V 2 - 1 (E) | N 2 - 2 (D)    |      |
| Arsenal FC | 3 - 1                    | V 1 - 0 (E)         | V 2 - 1 (D)                     | Demi-finales                | FC Barcelone             | 7 - 6       | N 3 - 3 (E) | V 4 - 3 ap (D) |      |
| Rang | Équipe                   | Pts                 | J                               | G                           | N                        | P           | Bp          | Bc             | Diff |
| 1 | Liverpool FC             | 21                  | 8                               | 7                           | 0                        | 1           | 17          | 5              | +12  |
| 2 | FC Barcelone             | 19                  | 8                               | 6                           | 1                        | 1           | 28          | 13             | +15  |
| 3 | Arsenal FC               | 19                  | 8                               | 6                           | 1                        | 1           | 16          | 3              | +13  |
| 4 | Inter Milan              | 19                  | 8                               | 6                           | 1                        | 1           | 11          | 1              | +10  |
| 5 | Atlético de Madrid       | 18                  | 8                               | 6                           | 0                        | 2           | 20          | 12             | +8   |
| 6 | Bayer Leverkusen         | 16                  | 8                               | 5                           | 1                        | 2           | 15          | 7              | +8   |
| 7 | LOSC Lille               | 16                  | 8                               | 5                           | 1                        | 2           | 17          | 10             | +7   |
| 8 | Aston Villa              | 16                  | 8                               | 5                           | 1                        | 2           | 13          | 6              | +7   |
| 9 | Atalanta Bergame C3      | 15                  | 8                               | 4                           | 3                        | 1           | 20          | 6              | +14  |
| 10 | Borussia Dortmund        | 15                  | 8                               | 5                           | 0                        | 3           | 22          | 12             | +10  |
| 11 | Real Madrid T S          | 15                  | 8                               | 5                           | 0                        | 3           | 20          | 12             | +8   |
| 12 | Bayern Munich            | 15                  | 8                               | 5                           | 0                        | 3           | 20          | 12             | +8   |
| 13 | AC Milan                 | 15                  | 8                               | 5                           | 0                        | 3           | 14          | 11             | +3   |
| 14 | PSV Eindhoven            | 14                  | 8                               | 4                           | 2                        | 2           | 16          | 12             | +4   |
| 15 | Paris Saint-Germain      | 13                  | 8                               | 4                           | 1                        | 3           | 14          | 9              | +5   |
| 16 | Benfica Lisbonne         | 13                  | 8                               | 4                           | 1                        | 3           | 16          | 12             | +4   |
| 17 | AS Monaco                | 13                  | 8                               | 4                           | 1                        | 3           | 13          | 13             | 0    |
| 18 | Stade brestois 29        | 13                  | 8                               | 4                           | 1                        | 3           | 10          | 11             | -1   |
| 19 | Feyenoord Rotterdam      | 13                  | 8                               | 4                           | 1                        | 3           | 18          | 21             | -3   |
| 20 | Juventus FC              | 12                  | 8                               | 3                           | 3                        | 2           | 9           | 7              | +2   |
| 21 | Celtic FC                | 12                  | 8                               | 3                           | 3                        | 2           | 13          | 14             | -1   |
| 22 | Manchester City          | 11                  | 8                               | 3                           | 2                        | 3           | 18          | 14             | +4   |
| 23 | Sporting CP              | 11                  | 8                               | 3                           | 2                        | 3           | 13          | 12             | +1   |
| 24 | Club Bruges              | 11                  | 8                               | 3                           | 2                        | 3           | 7           | 11             | -4   |
| 25 | Dinamo Zagreb            | 11                  | 8                               | 3                           | 2                        | 3           | 12          | 19             | -7   |
| 26 | VfB Stuttgart            | 10                  | 8                               | 3                           | 1                        | 4           | 13          | 17             | -4   |
| 27 | Chakhtar Donetsk         | 7                   | 8                               | 2                           | 1                        | 5           | 8           | 16             | -8   |
| 28 | Bologne FC               | 6                   | 8                               | 1                           | 3                        | 4           | 4           | 9              | -5   |
| 29 | Étoile rouge de Belgrade | 6                   | 8                               | 2                           | 0                        | 6           | 13          | 22             | -9   |
| 30 | Sturm Graz               | 6                   | 8                               | 2                           | 0                        | 6           | 5           | 14             | -9   |
| 31 | Sparta Prague            | 4                   | 8                               | 1                           | 1                        | 6           | 7           | 21             | -14  |
| 32 | RB Leipzig               | 3                   | 8                               | 1                           | 0                        | 7           | 8           | 15             | -7   |
| 33 | Girona FC                | 3                   | 8                               | 1                           | 0                        | 7           | 5           | 13             | -8   |
| 34 | RB Salzbourg             | 3                   | 8                               | 1                           | 0                        | 7           | 5           | 27             | -22  |
| 35 | Slovan Bratislava        | 0                   | 8                               | 0                           | 0                        | 8           | 7           | 27             | -20  |
| 36 | BSC Young Boys           | 0                   | 8                               | 0                           | 0                        | 8           | 3           | 24             | -21  |

## Match
| Paris Saint-Germain · |                       |     |
| Titulaires :          |                       |     |
|                       |                       |     |
| 01                    | Gianluigi Donnarumma  |     |
| 02                    | Achraf Hakimi         |     |
| 05                    | Marquinhos            |     |
| 51                    | Willian Pacho         |     |
| 25                    | Nuno Mendes           | 78e |
| 87                    | João Neves            |     |
| 17                    | Vitinha               | 84e |
| 08                    | Fabián Ruiz           | 84e |
| 14                    | Désiré Doué           | 67e |
| 10                    | Ousmane Dembélé       |     |
| 07                    | Khvicha Kvaratskhelia | 84e |
|                       |                       |     |
| Remplaçants :         |                       |     |
| 39                    | Matveï Safonov        |     |
| 80                    | Arnau Tenas           |     |
| 03                    | Presnel Kimpembe      |     |
| 09                    | Gonçalo Ramos         | 84e |
| 19                    | Lee Kang-in           |     |
| 21                    | Lucas Hernandez       | 78e |
| 24                    | Senny Mayulu          | 84e |
| 29                    | Bradley Barcola       | 67e |
| 33                    | Warren Zaïre-Emery    | 84e |
| 35                    | Lucas Beraldo         |     |
| 49                    | Ibrahim Mbaye         |     |
|                       |                       |     |
| Entraîneur :          |                       |     |
| Luis Enrique          |                       |     |

| Inter Milan ·      |                          |         |
| Titulaires :       |                          |         |
|                    |                          |         |
| 01                 | Yann Sommer              |         |
| 28                 | Benjamin Pavard          | 54e     |
| 15                 | Francesco Acerbi         |         |
| 95                 | Alessandro Bastoni       |         |
| 02                 | Denzel Dumfries          |         |
| 23                 | Nicolò Barella           |         |
| 20                 | Hakan Çalhanoğlu         | 70e     |
| 22                 | Henrikh Mkhitaryan       | 62e     |
| 32                 | Federico Dimarco         | 54e     |
| 09                 | Marcus Thuram            |         |
| 10                 | Lautaro Martínez         |         |
|                    |                          |         |
| Remplaçants :      |                          |         |
| 12                 | Raffaele Di Gennaro (en) |         |
| 13                 | Josep Martínez           |         |
| 06                 | Stefan de Vrij           |         |
| 07                 | Piotr Zieliński          |         |
| 08                 | Marko Arnautović         |         |
| 16                 | Davide Frattesi          |         |
| 21                 | Kristjan Asllani         | 70e     |
| 30                 | Carlos Augusto           | 62e     |
| 31                 | Yann Aurel Bisseck       | 54e 62e |
| 36                 | Matteo Darmian           | 62e     |
| 59                 | Nicola Zalewski          | 54e     |
| 99                 | Mehdi Taremi             |         |
|                    |                          |         |
| Entraîneur :       |                          |         |
| Simone Inzaghi 59e |                          |         |

| Paris Saint-Germain · |                       |     |
| Titulaires :          |                       |     |
|                       |                       |     |
| 01                    | Gianluigi Donnarumma  |     |
| 02                    | Achraf Hakimi         |     |
| 05                    | Marquinhos            |     |
| 51                    | Willian Pacho         |     |
| 25                    | Nuno Mendes           | 78e |
| 87                    | João Neves            |     |
| 17                    | Vitinha               | 84e |
| 08                    | Fabián Ruiz           | 84e |
| 14                    | Désiré Doué           | 67e |
| 10                    | Ousmane Dembélé       |     |
| 07                    | Khvicha Kvaratskhelia | 84e |
|                       |                       |     |
| Remplaçants :         |                       |     |
| 39                    | Matveï Safonov        |     |
| 80                    | Arnau Tenas           |     |
| 03                    | Presnel Kimpembe      |     |
| 09                    | Gonçalo Ramos         | 84e |
| 19                    | Lee Kang-in           |     |
| 21                    | Lucas Hernandez       | 78e |
| 24                    | Senny Mayulu          | 84e |
| 29                    | Bradley Barcola       | 67e |
| 33                    | Warren Zaïre-Emery    | 84e |
| 35                    | Lucas Beraldo         |     |
| 49                    | Ibrahim Mbaye         |     |
|                       |                       |     |
| Entraîneur :          |                       |     |
| Luis Enrique          |                       |     |

| Inter Milan ·      |                          |         |
| Titulaires :       |                          |         |
|                    |                          |         |
| 01                 | Yann Sommer              |         |
| 28                 | Benjamin Pavard          | 54e     |
| 15                 | Francesco Acerbi         |         |
| 95                 | Alessandro Bastoni       |         |
| 02                 | Denzel Dumfries          |         |
| 23                 | Nicolò Barella           |         |
| 20                 | Hakan Çalhanoğlu         | 70e     |
| 22                 | Henrikh Mkhitaryan       | 62e     |
| 32                 | Federico Dimarco         | 54e     |
| 09                 | Marcus Thuram            |         |
| 10                 | Lautaro Martínez         |         |
|                    |                          |         |
| Remplaçants :      |                          |         |
| 12                 | Raffaele Di Gennaro (en) |         |
| 13                 | Josep Martínez           |         |
| 06                 | Stefan de Vrij           |         |
| 07                 | Piotr Zieliński          |         |
| 08                 | Marko Arnautović         |         |
| 16                 | Davide Frattesi          |         |
| 21                 | Kristjan Asllani         | 70e     |
| 30                 | Carlos Augusto           | 62e     |
| 31                 | Yann Aurel Bisseck       | 54e 62e |
| 36                 | Matteo Darmian           | 62e     |
| 59                 | Nicola Zalewski          | 54e     |
| 99                 | Mehdi Taremi             |         |
|                    |                          |         |
| Entraîneur :       |                          |         |
| Simone Inzaghi 59e |                          |         |

### Statistiques et record
Désiré Doué est élu homme du match de la finale, il est le premier joueur à avoir été trois fois décisif en finale sous le format Ligue des champions.
Le score final de 5-0 en faveur du PSG est le second plus grand nombre de buts marqués par une équipe et le plus large écart jamais réalisé en finale de C1.
La ville de Munich a accueilli la finale de la Ligue des champions pour la cinquième fois. Comme lors des finales précédentes, le club vainqueur a décroché son premier titre dans la compétition (Nottingham Forest en 1979, l'Olympique de Marseille en 1993, le Borussia Dortmund en 1997 et Chelsea en 2012).

## Après-match

### Célébrations
Après le match, des milliers de supporters célèbrent la victoire du PSG dans les rues de Paris, Montpellier, Lille mais également à l'étranger,.

### Incidents, violences et morts
Les festivités pacifiques sont perturbées par « de nombreuses violences » comme des attaques contre les forces de l’ordre, des pillages et des destructions. Le bilan humain provisoire fait état de deux morts et plusieurs blessés, dont certains grièvement. 560 interpellations sont effectuées,,. Le président français, Emmanuel Macron, dénonce ces actes lors de son discours pour le passage des joueurs du PSG au palais de l'Élysée. Pour le préfet de police, Laurent Nuñez, le bilan sécuritaire est « inédit ».
De nombreux médias étrangers rapportent les incidents survenus en marge des célébrations.
Pour Le Monde, « le bilan humain d’une nuit de chaos et de violences [...] est particulièrement lourd ». Selon le quotidien, la fête a dégénéré en graves incidents dans plusieurs villes, avec notamment des centaines de véhicules incendiés.